# Love Don’t Live Here
«Love Don’t Live Here» — первый сингл американской кантри-группы Lady Antebellum с их одноимённого дебютного альбома. Песня заняла 3 место в хит-параде Billboard Hot Country Songs и вошла в сборник Now That's What I Call Country.

## Информация о песне
«Love Don’t Live Here» — композиция среднего темпа; в музыкальной аранжировке использованы электрогитара и мандолина. Текст песни является обращением к бывшей возлюбленной лирического героя, которая желает вернуться к нему; герой говорит, что больше не испытывает никаких чувств к ней и ей не стоит надеяться на прощение. По словам вокалиста группы Чарльза Келли, «в этой песне группа нашла своё уникальное звучание», и он гордится тем, что она стала их дебютным синглом.
Видеоклип «Love Don’t Live Here» вышел в декабре 2007.

## Награды и номинации
На 51-й церемонии вручения премии «Грэмми» «Love Don’t Live Here» была номинирована в категории Лучшее вокальное кантри исполнение дуэтом или группой.

## Персонал
В записи песни принимали участие:
- Эрик Даркен — перкуссия
- Брайс Уильямс — ударные
- Брюс Баутон — гитара
- Джейсон Гэмбилл — электрогитара
- Роб Макнелли — электрогитара
- Дэйв Хейвуд — акустическая гитара, мандолина, бэк-вокал
- Пол Уорли — акустическая гитара, электрогитара
- Крейг Янг — бас-гитара
- Майкл Роуджаз — орган Хаммонда
- Чарльз Келли — вокал
- Хиллари Скотт — бэк-вокал
- Виктория Шоу — бэк-вокал

## Позиции в чартах
| Чарт (2007—2008)                    | Лучший результат |
| ----------------------------------- | ---------------- |
| США (Billboard Hot Country Songs)   | 3                |
| США (Billboard Hot 100)             | 53               |
| Канада (Billboard Canadian Hot 100) | 69               |

| Годовой чарт (2008)         | Позиция |
| --------------------------- | ------- |
| Billboard Hot Country Songs | 18      |